# Tourist Tram

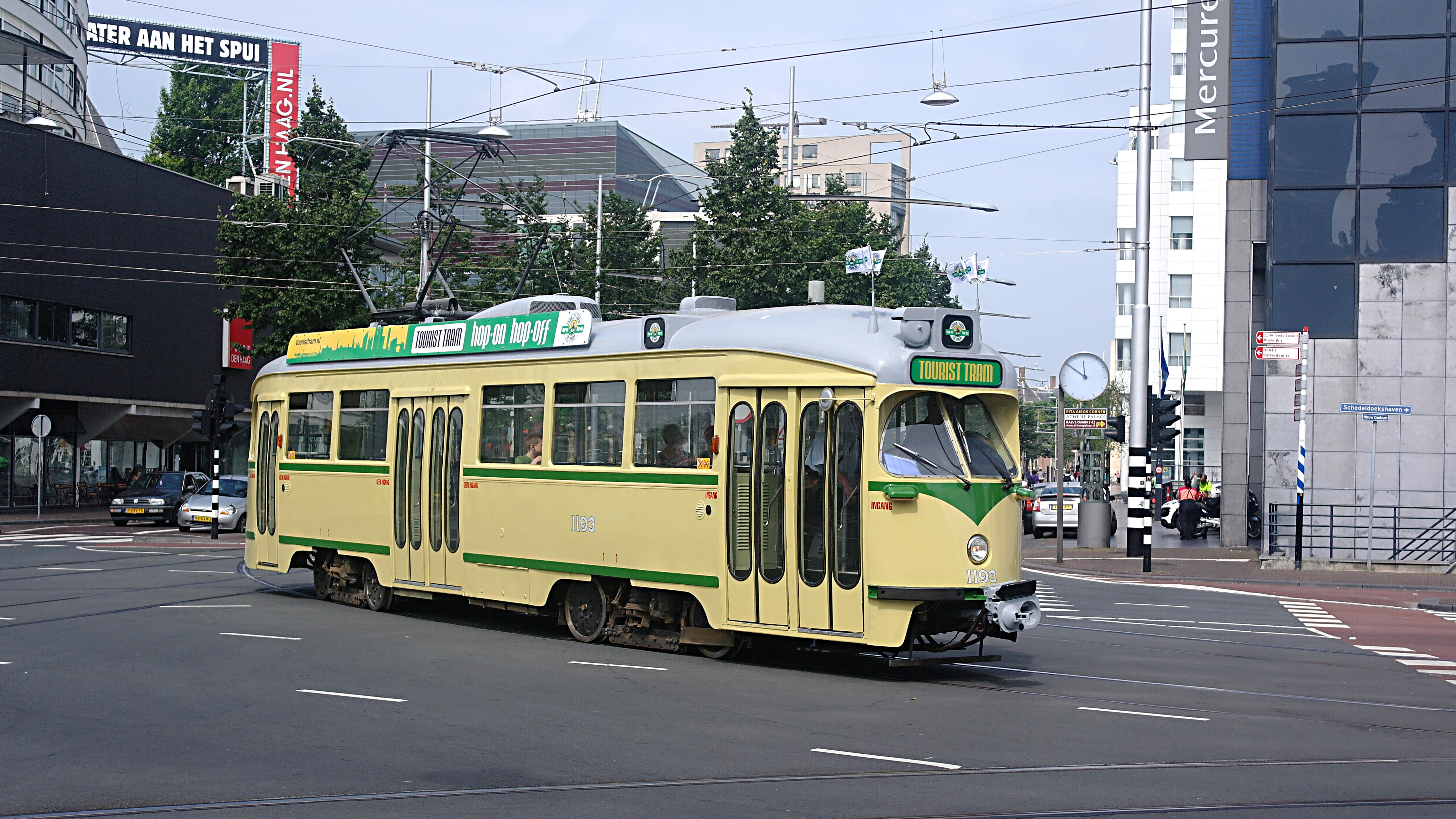
PCC-car 1193 draait, als Tourist Tram, op 24 juli 2016 de Schedeldoekshaven op.

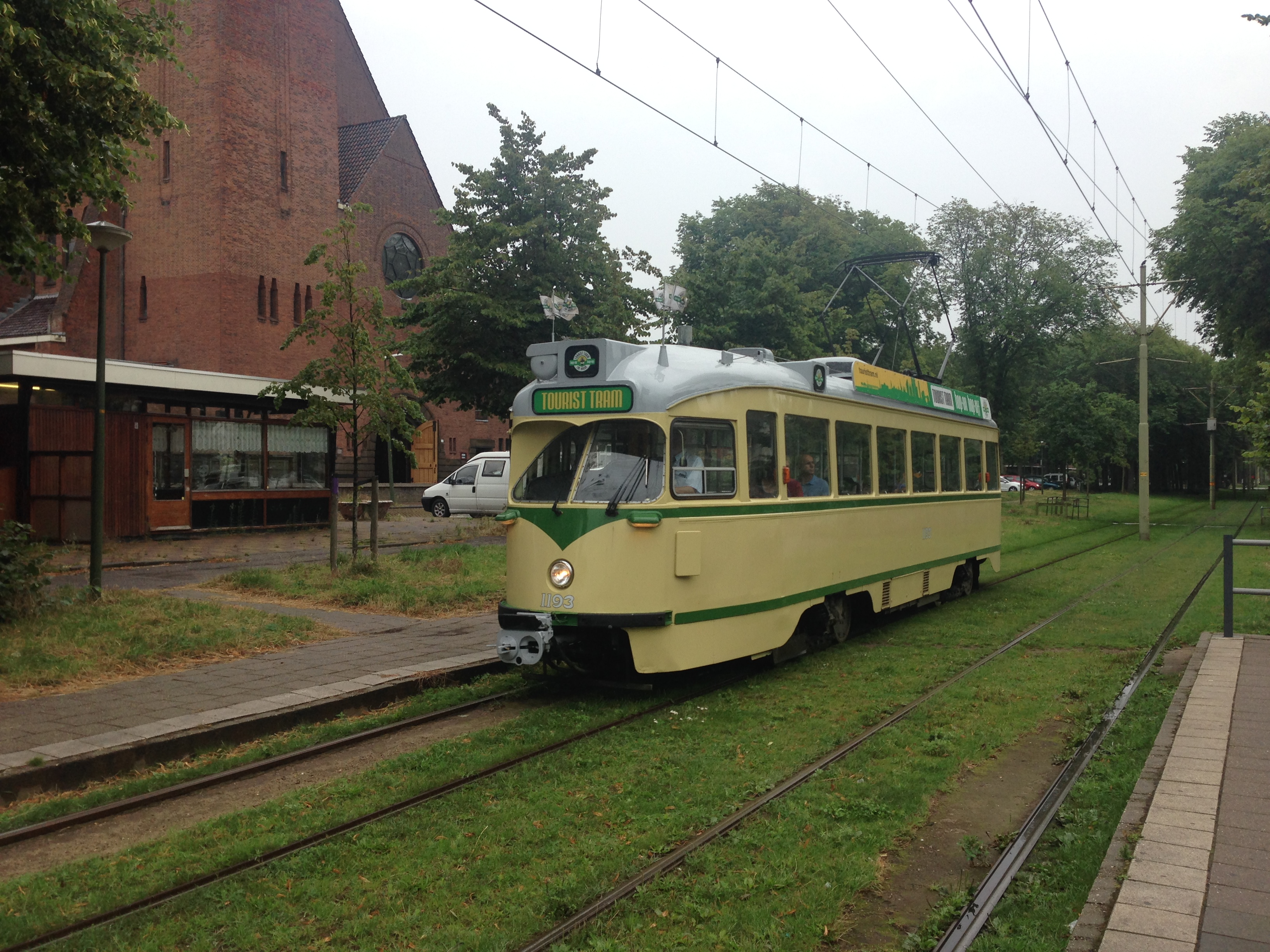
PCC-car als Tourist Tram in Scheveningen.

De Haagse 'Tourist Tram' werd ingesteld op 9 juli 2016 en rijdt gedurende de zomermaanden op zaterdagen en zondagen van eind maart tot eind oktober door Den Haag. Na het eerste seizoen werd het aantal rijdagen uitgebreid en sindsdien wordt er in het hoogseizoen ook buiten de weekeinden gereden. De tram vertrekt overdag elk half uur vanaf het Kerkplein. Een rondrit duurt bijna 60 minuten. Voor de Tourist Tram zijn alleen speciale tickets geldig, waarmee de hele dag onbeperkt kan worden in- en uitgestapt onder het motto Hop on - hop off, dat sinds het seizoen 2018 op de flanken van de trams is aangebracht.
Vanaf het Kerkplein volgde de Tourist Tram oorspronkelijk de route van tramlijn 1 naar Scheveningen Noorderstrand. Daarna terug tot aan de Duinstraat en verder via tramlijn 11 tot aan de Van Boetzelaerlaan en verder vanaf de Statenlaan via tramlijn 16 terug naar het Kerkplein. Bij werkzaamheden moest soms een andere route gekozen worden. Anno 2023 is de route anders: het deel via lijn 11 en lijn 16 is vervallen. In plaats daarvan wordt nu bijna geheel de oorspronkelijke route gevolgd van de allereerste tramlijnen in de Benelux; de paardetramlijnen die in 1864 gingen rijden. Dat houdt in: heen via lijn 9 en terug via lijn 1. (en een stukje van lijn 15/16/17)
De haltes waren: Kerkplein, Centrum, Kneuterdijk, Mauritskade, Vredespaleis, World Forum / Madurodam, Keizerstraat, Scheveningseslag, Kurhaus, Zwarte Pad, Statenlaan, Gemeentemuseum, Van Speijkstraat, Noordwal, Kerkplein. Na de wijziging zijn de haltes op de terugweg: Keizerstraat, World Forum, Vredespaleis, Mauritskade, Kneuterdijk. 
Voor de dienst waren aanvankelijk drie Haagse PCC-cars beschikbaar van het Haags Openbaar Vervoer Museum (HOVM) die ten behoeve van de Tourist Tram zijn voorzien van een audiotour. Dit betreft de uit de jaren 1957-1958 daterende 1101, 1180 en 1193 die zijn overgeschilderd in de oorspronkelijke crème kleur. Ook de in 2020 in deze kleur in dienst gestelde 1321, die vanaf de aflevering altijd in het streekgeel reed, is als vierde crème tram aan de vloot toegevoegd. De in Amsterdam verblijvende PCC-car 1227 werd in 2020 verworven, deze zal na een revisie als uitbreiding voor het wagenpark dienen.